# Ardisia martinensis
Ardisia martinensis é uma espécie de planta da família Myrsinaceae. É endêmica do Peru.